# Bobina de Ruhmkorff

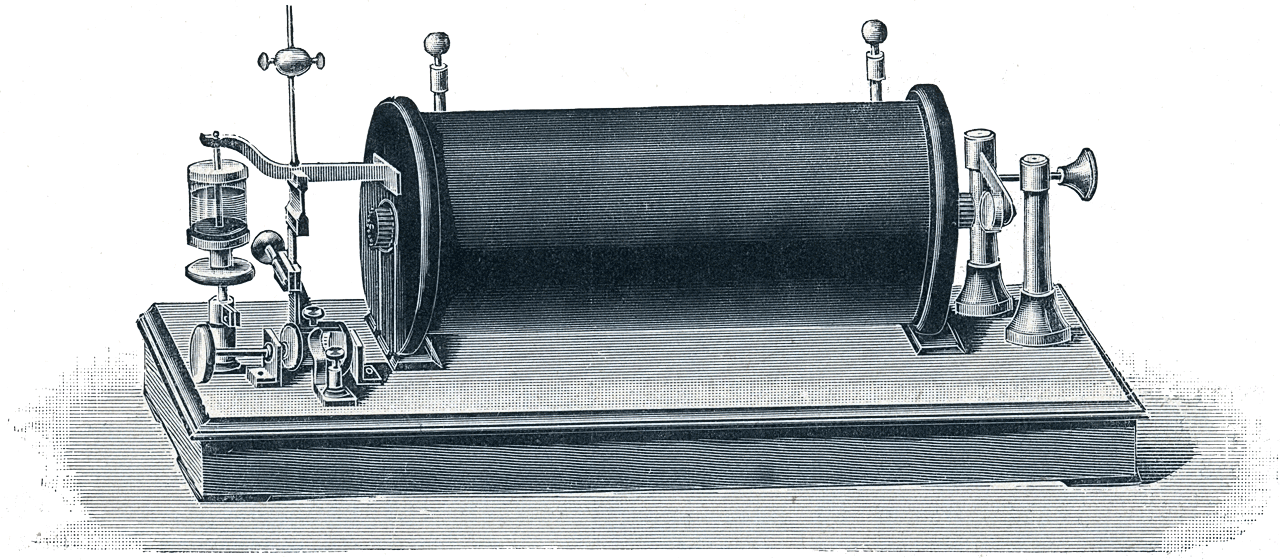
Bobina d'inducció de Ruhmkorff

La bobina de Ruhmkorff (o bobina d'inducció de Ruhmkorff) és un generador elèctric que permet obtenir tensions molt elevades, de l'ordre de milers o desenes de milers de volts a partir d'una font de corrent continu. Va ser inventada cap al 1850 per Heinrich Daniel Ruhmkorff, mecànic de precisió parisenc d'origen alemany. Al mateix temps Charles Grafton Page als Estats Units i Antoine Masson a França havien realitzat aparells similars.
Ruhmkorff va aportar a la bobina de Masson els perfeccionaments necessaris per respondre a les necessitats de la medicina i la física

## Funcionament

Diagrama esquemàtic

El principi de la bobina de Ruhmkorff és el d'un transformador elevador de tensió constituït per un bobinatge primari P i un bobinat secundari S. El primari està fet d'unes desenes de voltes de fil de coure aïllat d'un diàmetre bastant gruixut (de l'ordre d'un mil·límetre) mentre que el secundari està constituït per diverses desenes, fins i tot centenes de milers de voltes de fil de coure molt fi (algunes dècimes de mil·límetre). Els dos bobinats estan enrotllats al voltant d'un nucli magnètic M format per tires filferro dolç reunides en feixos. El fet de dividir el nucli permet limitar les pèrdues per corrent de Foucault, ques produirien si el nucli fos un sol cilindre massís. Les espires del bobinat secundari han de ser acuradament aïllades per tal d'evitar que es cremi el bobinatge per sobretensió.
Quan el primari P és recorregut per un corrent variable (produït a partir del corrent continu procedent d'un acumulador controlat per l'oscil·lador mecànic A, la variació del camp magnètic indueix en el secundari S una tensió amb un valor proporcional a la relació entre el nombre de voltes de S respecte al nombre de voltes de P. Aquesta relació de transformació és molt gran per a la bobina de Ruhmkorff, el que permet obtenir tensions de diversos kV. Al tallar el corrent (obertura del circuit primari) es genera l'extracorrent de ruptura i és quan la tensió induïda és més elevada i produeix una espurna entre els borns esfèrics G.
La producció de l'espurna es tradueix en la formació en el circuit de sortida d'una sèrie d'oscil·lacions elèctriques amortides amb un període que va ser calculat el 1853 per William Thomson. Aquesta descàrrega oscil·latòria s'acompanya de l'emissió d'ones electromagnètiques que van ser estudiades per Heinrich Rudolf Hertz el 1887.
Una forma en què s'avaluava la potència d'aquests dispositius era mitjançant la màxima longitud de l'espurna que era capaç de formar-se entre els elèctrodes (des d'uns mil·límetres en els primers dispositius, fins a més d'un metre en la bobina d'Alfred Apps de 1877 (vegeu-la més a baix).

## L'oscil·lador
Per poder produir espurnes permanentment, li va ser suficient a Ruhmkorff controlar el pas del corrent que circula pel primari amb l'ajuda d'un oscil·lador, un sistema interruptor posat a punt per l'alemany Christian Ernst Neef. El principi és el mateix que el del timbre electromagnètic:
- Primer temps: el corrent subministratper l'acumulador accu  passa pel contacte c i travessa la bobina P .
- Segon temps: un camp magnètic es forma en el nucli, que es comporta llavors com un imant, i atreu el relé m fix a l'extrem d'una làmina ressort r, subjecta al punt o .
- Tercer temps: la làmina se separa del contacte C i la circulació del corrent en el primari s'interromp bruscament. L'espurna del pic de l'extracorrent de ruptura és absorbida pel condensador  cond . El camp magnètic en el nucli desapareix.
- Quart temps: el relleu  m  no és atret pel nucli, la làmina  r  torna a tancar el contacte amb c  i el corrent pot circular de nou.

El temps que separa dos talls del circuit s'anomena  període de tall . Depèn de nombrosos paràmetres (atracció del nucli, rigidesa del ressort, etc.) I pot ser ajustat amb l'ajuda del cargol de reglatge V. És de l'ordre de mil·lisegons, el que correspon a una freqüència de tall de 1000 hertzs.
L'afegit del condensador en els extrems del contacte  C  va ser proposat el 1853 per Hippolyte Fizeau. Els principis descrits aquí són els utilitzats per la bobina d'encesa dels motors d'explosió per a produir l'espurna en les bugies mitjançant la bobina d'automòbil.

## Connectors de mercuri
Les bobines d'inducció modernes que s'utilitzen per a propòsits educatius utilitzen la vibració de l'oscil·lador mecànic tipus "martell" descrit anteriorment, amb espurnes de fins a uns 20 cm. No obstant això, aquest sistema era inadequat per a l'alimentació de les grans bobines d'inducció utilitzades en telegrafia sense fils i generadors de rajos x a l'inici del segle xx. En bobines de gran potència, els arcs voltaics generats en forma d'espurnes cremaven ràpidament els contactes de l'oscil·lador, destruint-los. A més, atès que amb cada interrupció del corrent es produeix un pols de tensió en la bobina, una major freqüència de l'oscil·lador augmenta la potència de sortida del dispositiu. Els interruptors de martell no eren capaços de produir més enllà de 200 polsos per segon, i els que s'utilitzaven en les bobines per a radiotelegrafia de gran abast es limitaven a 20-40 polsos per segon per allargar la vida del dispositiu.
Per tant, es van dedicar moltes recerques a millorar els sistemes d'interruptors de l'oscil·lador per als dissenys de les bobines d'alta potència, reservant-se els interruptors de martell per a bobines petites. Léon Foucault i altres inventors van desenvolupar interruptors que constaven d'una agulla en immersió alterna dins i fora d'un contenidor de mercuri. El mercuri es recobria amb alguna substància per extingir l'arc ràpidament, constituint un procediment de commutació més ràpid i resistent a la degradació. Aquests sistemes sovint eren impulsats per un electroimant o un motor separat, que permetien ajustar la durada dels cicles de contacte i de tall per ajustar per separat el corrent primari.
Les bobines més grans utilitzaven interruptors electrolítics o de turbina de mercuri. L'interruptor electrolític o Wehnelt, inventat per Arthur Wehnelt en 1899, consistien en una ànode format per una agulla curta de platí immers en un electròlit d'àcid sulfúric diluït, amb l'altre costat del circuit connectat a un càtode format per una placa de plom. Quan el corrent primari passa a través de l'electròlit, les bombolles de gas hidrogen formades en l'agulla de platí interrompien amb gran velocitat el circuit. Aquesta donava lloc a un corrent primari interromput a l'atzar a velocitats de fins a 2000 vegades per segon, sent en el seu moment el sistema més utilitzat per a l'alimentació dels tubs de rajos X, amb l'inconvenient que produïen una gran quantitat de calor, amb el problema afegit que l'hidrogen generat podia explotar. Els interruptors de turbina de mercuri tenien una bomba centrífuga, que projectaven un doll de mercuri sobre una peça giratòria de metall dentada amb la qual feia contacte alternativament. Amb aquest sistema es podien aconseguir fins a 10.000 polsos per segon, i van anar el tipus d'interruptor més àmpliament utilitzat en estacions de radiotelegrafia.

## Usos

### Emissor radiotelegràfic

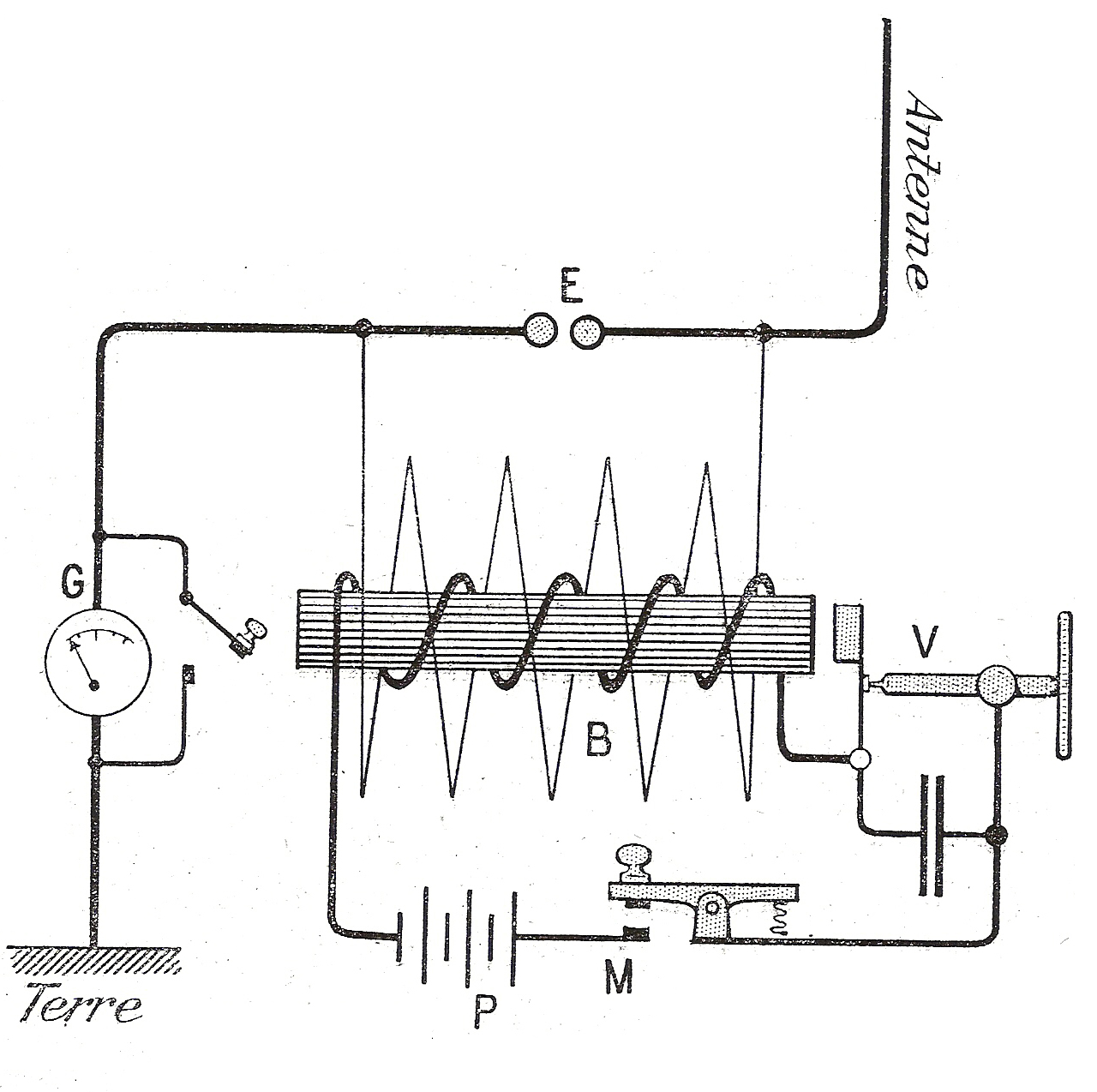
Esquema elèctric de l'ús d'una bobina de Ruhmkorff en un emissor de radiotelegrafia.

Una de les primeres aplicacions comercials de la bobina Ruhmkorff va ser com a emissor radiotelegràfic. Segons la teoria de Maxwell, els corrents d'alt voltatge i alta freqüència són capaces de produir polsos electromagnètics que viatgen a gran distància a través de l'aire. L'emissor bàsicament és una bobina, en la qual un dels extrems del secundari es connecta a terra i l'altre a una antena. L'operador maneja un polsador idèntic al del telègraf convencional, amb el qual genera senyals en codi Morse, que es rebien en les estacionis receptores dotades de les corresponents antenes. Va ser el primer precedent pràctic del que en pocs anys es convertiria en els sistemes de radiodifusió

### Bobines d'alta tensió
Les bobines d'inducció s'utilitzen per proporcionar alta tensió en sistemes de descàrrega elèctrica en gasos, en el tub de Crookes i en altres recerques d'alt voltatge. També van ser utilitzats en física recreativa (il·luminació amb tubs de Geissler, per exemple) i per a bobines de Tesla i per als raigs de llum violeta utilitzats en pseudomedicina. Van ser utilitzades per Hertz per demostrar l'existència de les ones electromagnètiques, com va predir James Maxwell; i per Lodge i Marconi en la primera recerca sobre les ones de ràdio. El seu principal ús industrial va ser probablement l'origen dels transmissors de radiotelegrafia i l'alimentació dels primers equips de raigs X des de 1890 fins a la dècada de 1920, després de la qual van ser suplantats en aquestes dues aplicacions pels transformadors de corrent altern i els tubs de buit. No obstant això, el seu ús més estès ha arribat a ser en les bobines d'ignició en els motors d'explosió interna en els quals encara s'utilitzen, a pesar que els contactes de l'interruptor se substitueixen ara per interruptors electrònics. Una versió més petita s'utilitza per activar els llums xenon utilitzats en càmeres i llums estroboscópics.

## Història

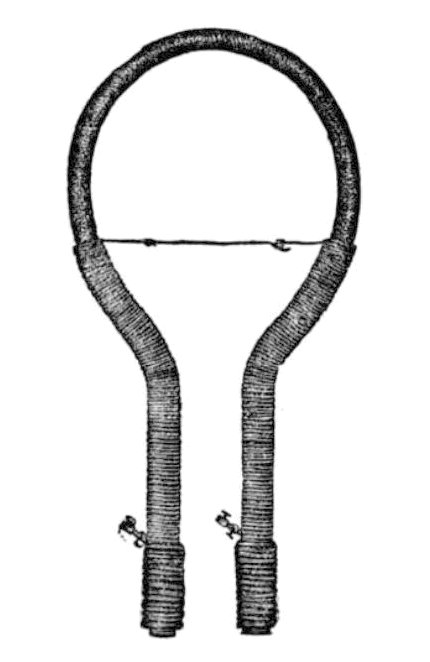
La primera bobina d'inducció construïda per Nicholas Callen, 1836.

La bobina d'inducció va ser el primer tipus de transformador elèctric. Durant el seu desenvolupament entre 1836 i 1860, sobretot per prova i error, els investigadors van descobrir molts dels principis que regeixen tots els transformadors, com la proporcionalitat entre el nombre de voltes dels debanaments primari i secundari i la tensió de sortida, i l'ús d'un nucli de ferro "dividit" per reduir les pèrdues per corrents de Foucault.
Michael Faraday va descobrir el principi d'inducció (la llei de Faraday) el 1831 i va fer els primers experiments amb la inducció entre bobines de fil de coure. La bobina d'inducció va ser inventada pel metge nord-americà Charles Grafton Page en 1836 i, més tard, de forma independent pel científic irlandès i sacerdot catòlic Nicholas Callen el mateix any en el St. Patrick's College, Maynooth i millorat per William Sturgeon i Charles Grafton Page.
George Henry Bachhoffner i Sturgeon (1837) van descobrir independentment que un nucli de ferro "dividit" en filferros seperats reduïa les pèrdues de potència per corrents de Foucault. Les primeres bobines tenien interruptors operats manualment, inventats per Callen i Antoine Philibert Masson (1837).
L'interruptor automàtic de "martell" va ser inventat pel Rev. Prof. James William MacGauley (1838) de Dublín, Irlanda, Johann Philipp Wagner (1839), i Christian Ernst Neeff (1847).
Hippolyte Fizeau (1853) va introduir l'ús del condensador per esmorteir les ones produïdes. Heinrich Ruhmkorff va aconseguir generar voltatges més alts augmentant en gran manera la longitud del secundari en algunes bobines utilitzant fins a 10 km de fil de coure, produint espurnes de fins a 16 polzades.
A principis de la dècada de 1850, l'inventor nord-americà Edward Samuel Ritchie va introduir la construcció del secundari dividit per millorar l'aïllament de la bobina d'inducció.
Callen va ser nomenat IEEE Milestone el 2006.